# Scrutinyit
Scrutinyit (IMA-Symbol Sny) ist ein sehr selten vorkommendes Mineral aus der Mineralklasse der „Oxide und Hydroxide“ mit der chemischen Zusammensetzung PbO2 und damit chemisch gesehen Bleidioxid.
Scrutinyit kristallisiert im orthorhombischen Kristallsystem und entwickelt winzige Kristallflocken mit etwa 25 bis 30 μm Durchmesser und etwa 1 bis 2 μm Dicke mit einem schwach metallischen Glanz auf den Oberflächen. Das Mineral ist durchscheinend und von dunkelrotbrauner oder nelkenbrauner Farbe, die an dünnen Rändern rot erscheint. Im Auflicht erscheint Scrutinyit grauweiß mit rötlichbraunen Innenreflexen. Die Strichfarbe von Scrutinyit ist dagegen immer dunkelbraun.

## Etymologie und Geschichte
Als synthetische Verbindung war die orthorhombische Modifikation von Bleidioxid bereits seit 1946 bekannt. Die Kristallstruktur wurde 1950 von Zaslavskii et al. entschlüsselt.
Entdeckt wurde Scrutinyit erstmals im Stollen Sunshine No. 1 der Bleigrube Blanchard bei Bingham im Socorro County des US-Bundesstaates New Mexico. Die Analyse und Erstbeschreibung erfolgte durch Joseph E. Taggart Jr., Eugene E. Foord, Abraham Rosenzweig und Timothy Hanson. Sie benannten das Mineral nach dem englischen Wort scrutiny für ‚genaue Prüfung‘ und nimmt Bezug auf die Sorgfalt, die bei der ersten Identifizierung des Minerals erforderlich war.
Das Mineralogenteam sandte seine Untersuchungsergebnisse und den gewählten Namen 1984 zur Prüfung an die International Mineralogical Association (interne Eingangsnummer der IMA: 1984-061), die den Scrutinyit als eigenständige Mineralart anerkannte. Veröffentlicht wurde die Erstbeschreibung 1988 im Fachmagazin The Canadian Journal of Mineralogy and Petrology (ehemals Tha Canadian Mineralogist). Die seit 2021 ebenfalls von der IMA/CNMNC anerkannte Kurzbezeichnung (auch Mineral-Symbol) von Scrutinyit lautet „Sny“.
Das Typmaterial des Minerals wird im National Museum of Natural History (NMNH) in Washington, D.C. (USA) unter der Inventarnummer 165479 (HT) aufbewahrt.

## Klassifikation
Da der Scrutinyit erst 1984 als eigenständiges Mineral anerkannt wurde, ist er in der letztmalig 1977 überarbeiteten 8. Auflage der Mineralsystematik nach Strunz noch nicht verzeichnet.
In der zuletzt 2018 überarbeiteten Lapis-Systematik nach Stefan Weiß, die formal auf der alten Systematik von Karl Hugo Strunz in der 8. Auflage basiert, erhielt das Mineral die System- und Mineralnummer IV/D.15-040. Dies entspricht der Klasse der „Oxide und Hydroxide“ und dort der Abteilung „Oxide mit dem Stoffmengenverhältnis Metall : Sauerstoff = 1 : 2 (MO2 und verwandte Verbindungen)“, wo Scrutinyit zusammen mit Brookit, Carmichaelit, Srilankit und Tellurit eine unbenannte Gruppe mit der Systemnummer IV/D.15 bildet.
Die von der IMA zuletzt 2009 aktualisierte 9. Auflage der Strunz’schen Mineralsystematik ordnet den Scrutinyit ebenfalls in die Abteilung „Metall : Sauerstoff = 1 : 2 und vergleichbare“ ein. Diese ist allerdings weiter unterteilt nach der relativen Größe der beteiligten Kationen und der Kristallstruktur. Das Mineral ist hier entsprechend seiner Zusammensetzung und seinem Aufbau in der Unterabteilung „Mit mittelgroßen Kationen; Ketten kantenverknüpfter Oktaeder“ zu finden, wo es als einziges Mitglied eine unbenannte Gruppe mit der Systemnummer 4.DB.20 bildet.
In der vorwiegend im englischen Sprachraum gebräuchlichen Systematik der Minerale nach Dana hat Scrutinyit die System- und Mineralnummer 04.04.06.02. Das entspricht ebenfalls der Klasse der „Oxide und Hydroxide“ und dort der Abteilung „Oxide“. Hier findet er sich innerhalb der Unterabteilung „Einfache Oxide mit einer Kationenladung von 4+ (AO2)“ in einer unbenannten Gruppe mit der Systemnummer 04.04.06, in der auch Tellurit eingeordnet ist.

## Chemismus
In der idealen Zusammensetzung von Scrutinyit (PbO2) besteht das Mineral aus Blei (Pb4+) und Sauerstoff (O2−) im Stoffmengenverhältnis von 1 : 2. Dies entspricht einem Massenanteil (Gewichtsprozent) von 86,62 Gew.-% Pb und 13,38 Gew.-% O.
Insgesamt zehn Analysen mit der Elektronenmikrosonde am Typmaterial der natürlichen Mineralbildung ergaben dagegen einen Mittelwert von 98,2(8) Gew.-% PbO2. Der Rest ist wahrscheinlich (OH)1− zum Ausgleich von Pb2+ anstelle von Pb4+ in der Struktur.

## Kristallstruktur
Scrutinyit kristallisiert in der orthorhombischen Raumgruppe Pbcn (Raumgruppen-Nr. 60) mit den Gitterparametern a = 4,97 Å; b = 5,96 Å und c = 5,44 Å sowie 4 Formeleinheiten pro Elementarzelle.
Die Kristallstruktur von Scrutinyit besteht aus kantenteilenden PbO6-Oktaedern, die parallel der c-Achse [001] Zick-Zack-Ketten bilden. Diese über die Ecken mit analogen Ketten verbunden, von denen zwei entlang der a-Achse [100] unter- und zwei überlagert sind, wodurch Schichten parallel (100) gebildet werden.
| Kristallstruktur von Scrutinyit |
| --- |
| - mit Blickrichtung parallel zur a-Achse - mit Blickrichtung parallel zur b-Achse - mit Blickrichtung parallel zur c-Achse - räumliche Darstellung in der kristallographischen Standardausrichtung - Größerer Ausschnitt der Kristallstruktur als Polyeder-Modell - Gleiches Modell parallel zur c-Achse |
| Farblegende: 0 _ Pb 0 _ O |

## Modifikationen und Varietäten
Die Verbindung PbO2 ist dimorph und kommt in der Natur neben dem orthorhombisch kristallisierenden Scrutinyit (α-PbO2) noch als tetragonal kristallisierender Plattnerit (β-PbO2) vor.

## Bildung und Fundorte
Scrutinyit bildet sich in der Oxidationszone von hydrothermalen bleihaltigen Erzlagerstätten. An seiner Typlokalität im Stollen Sunshine No. 1 fand sich das Mineral vergesellschaftet mit Fluorit, Murdochit, Plattnerit und Quarz. In Mapimí, Mexiko konnten zudem Rosasit und Limonit als Begleiter entdeckt werden.
Scrutinyit gehört zu den sehr seltenen Mineralbildungen, die bisher nur in wenigen Proben aus weltweit rund 10 Vorkommen entdeckt wurden (Stand 2025). In der Umgebung von Bingham im Socorro County von New Mexico trat das Mineral außer im Stollen Sunshine No. 1 noch in der Mex-Tex-Mine und der untergeordneten Snake Pit Mine zutage. Des Weiteren fand sich Scrutinyit in den Vereinigten Staaten nur noch in der Grand Deposit Mine im Bergbaurevier Muncy Creek im White Pine County von Nevada.
Weitere bisher bekannte Fundorte sind die Gruben Hilarion bei Agios Konstantinos (Lavreotiki) (Lavrio) und Fernando Nr. 1 bei Lophos in Ostattika in Griechenland, die Ojuela Mine bei Mapimí in Mexiko, die Rudnik Mine bei Gornji Milanovac in Zentralserbien und die Tres Hermanos Mine in der Gemeinde L’Argentera im Süden der spanischen Region Kataloniens. Ein weiterer Fundort, die Van der Plas Mine im Opuwo-Land in Namibia gilt bisher als unbestätigt und damit fraglich.